# بییائسکوسا د رئا
بییائسکوسا د رئا (به اسپانیایی: Villaescusa de Roa) یک شهرستان در اسپانیا است که در استان بورگس واقع شده‌است.

## خصوصیات
بییائسکوسا د رئا ۱۷ کیلومترمربع مساحت و ۱۶۹ نفر جمعیت دارد.